# Бенамехи
Бенамехи (на испански: Benamejí) е населено място и община в Испания. Намира се в провинция Кордоба, в състава на автономната област Андалусия. Общината влиза в състава на района (комарка) Суббетика. Заема площ от 54 km². Населението му е 5184 души (по преброяване от 2010 г.). Разстоянието до административния център на провинцията е 92 km.

## Демография
| 1996 | 1998 | 1999 | 2000 | 2001 | 2002 | 2003 | 2004 | 2005 | 2006 |
| ---- | ---- | ---- | ---- | ---- | ---- | ---- | ---- | ---- | ---- |
| 4682 | 4735 | 4763 | 4788 | 4800 | 4847 | 4854 | 4897 | 5030 | 5072 |